# Werner Kraft (Politiker)
Werner Kraft (* 10. November 1922 in Memel) ist ein ehemaliger deutscher Parteifunktionär der DDR-Blockpartei NDPD. Er war von 1954 bis 1963 Abgeordneter der Volkskammer der DDR und von 1977 bis 1988 Vorsitzender des NDPD-Bezirksvorstandes Neubrandenburg.

## Leben
Kraft, Sohn eines Bäckers, besuchte die Volks-, Mittel- und Oberrealschule in Memel. Nach dem Abitur wurde er 1941 zum Kriegsdienst in die Wehrmacht eingezogen. Er geriet in sowjetische Kriegsgefangenschaft und wurde 1947 in die Sowjetische Besatzungszone entlassen.
Kraft studierte von 1947 bis 1950 an der Pädagogischen Fakultät der Universität Rostock Pädagogik, Psychologie, Didaktik und Englisch und legte 1950 die 2. Lehrerprüfung ab. Er trat 1949 in den Freien Deutschen Gewerkschaftsbund (FDGB) und 1950 in die National-Demokratische Partei Deutschlands (NDPD) sowie die Gesellschaft für Deutsch-Sowjetische Freundschaft (DSF) ein. Er arbeitete als Lehrer und von 1952 bis 1977 als Direktor der 3. Polytechnischen Oberschule in Neustrelitz. Er war von 1950 bis 1954 Stadtverordneter in Neustrelitz und von 1951 bis 1953 und erneut ab 1955 Vorsitzender des NDPD-Kreisverbandes Neustrelitz. Er wurde 1952 Mitglied des NDPD-Bezirksausschusses Neubrandenburg.
Von 1954 bis 1963 gehörte er als Mitglied der NDPD-Fraktion der Volkskammer und von 1955 bis 1990 dem Hauptausschuss der NDPD an. Er war von 1963 bis 1967 Mitglied des Parteivorstandes und von 1987 bis 1989 Mitglied des Präsidiums des Hauptausschusses der NDPD. Ab April 1972 war er Mitglied der Zentralen Parteikontrollkommission der NDPD. Von Oktober 1976 bis 1989 war er Abgeordneter des Bezirkstages Neubrandenburg. Von März 1977 bis Juli 1988 fungierte er als Vorsitzender des NDPD-Bezirksvorstandes Neubrandenburg (Nachfolger von Hans-Heinrich Puls). Aus Alters- und Gesundheitsgründen wurde er von seinem Stellvertreter Horst Giermann abgelöst.

## Auszeichnungen
- 1952, 1955 und 1957 „Medaille für ausgezeichnete Leistungen“
- 1956 „Ehrennadel der Nationalen Front“
- 1958 Ehrentitel „Verdienter Lehrer des Volkes“
- 1974 „Vaterländischer Verdienstorden“ in Bronze und 1987 in Gold
- Ehrentitel „Studienrat“